# بيتر لو بيج رينوف
السير بيتر لو بيج رينوف (بالإنجليزية: Peter le Page Renouf)‏ (23 أغسطس 1822 - 14 أكتوبر 1897) هو أستاذ بريطاني وعالم مصريات ومدير متحف، اشتهر بترجمته لكتاب الموتى.

## الحياة الشخصية
ولد رينوف في غيرنسي في 23 أغسطس 1822. تزوج من لودوفيكا فون برينتانو، عضو عائلة أدبية ألمانية معروفة في عام 1857. توفي في لندن في 14 أكتوبر 1897.